# Centre sportif d’Eilat
Le centre sportif Tze'elim d’Eilat (en hébreu : אולם ספורט צאלים אילת) est situé dans le quartier Tze'elim au nord-ouest d'Eilat, en Israël. Le bâtiment occupe une surface d’environ 2 000 m2  sur deux niveaux. Le niveau d'entrée comprend un terrain de basket-ball, une scène pour des spectacles et des fauteuils. Le niveau inférieur dispose d'une salle de sport, des vestiaires, des douches, des toilettes, et des salles de sport. La construction, qui a coûté environ 12 millions de shekels (environ 3,5 millions de dollars US), a été financée par la Loterie.

## Conception et Construction
Le bâtiment, qui a été conçu par Moti Bodek, est une coquille elliptique tronquée sur les côtés nord et ouest par des murs d'écrans qui révèlent l'espace de l'activité intérieure. C’est grâce à la position du bâtiment, de l'angle nord-ouest du site près de l'école existante, que cette réalisation a pu se faire. La coquille de la salle se compose d'arcs de rayons différents, de faisceaux en double T en acier qui soutiennent un système de panneaux acoustiques jaunes d'étain perforé et de plusieurs couches d'isolant thermique.
Des tôles métalliques rigides sont supportées par un système de structure secondaire, des couches d’imperméabilisation et l'overlay extérieur de panneaux en aluminium rouge avec des ouvertures pour la ventilation et l'évacuation des fumées. Sur le côté ouest, la coquille descend à l'étage inférieur et révèle un passage large éclairée menant à la salle de gym, les vestiaires et la cour intérieure ouverte.

## Galerie

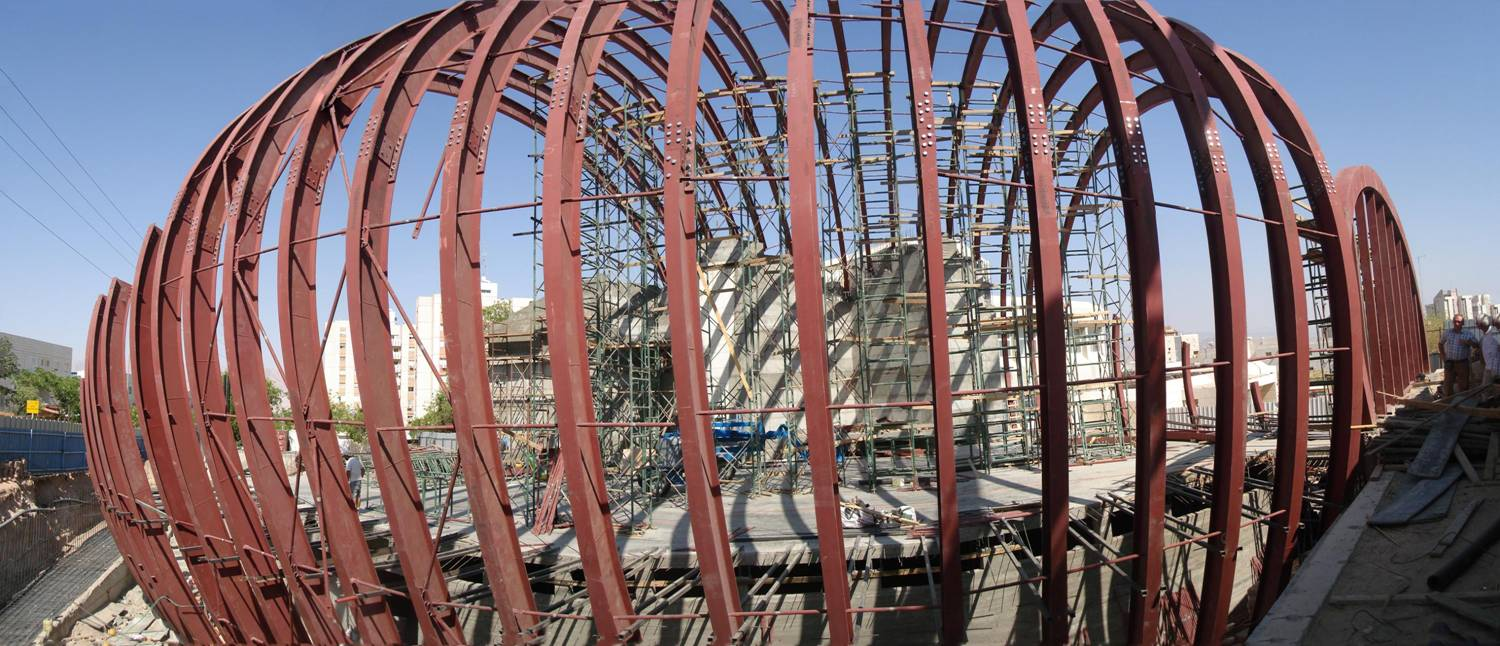
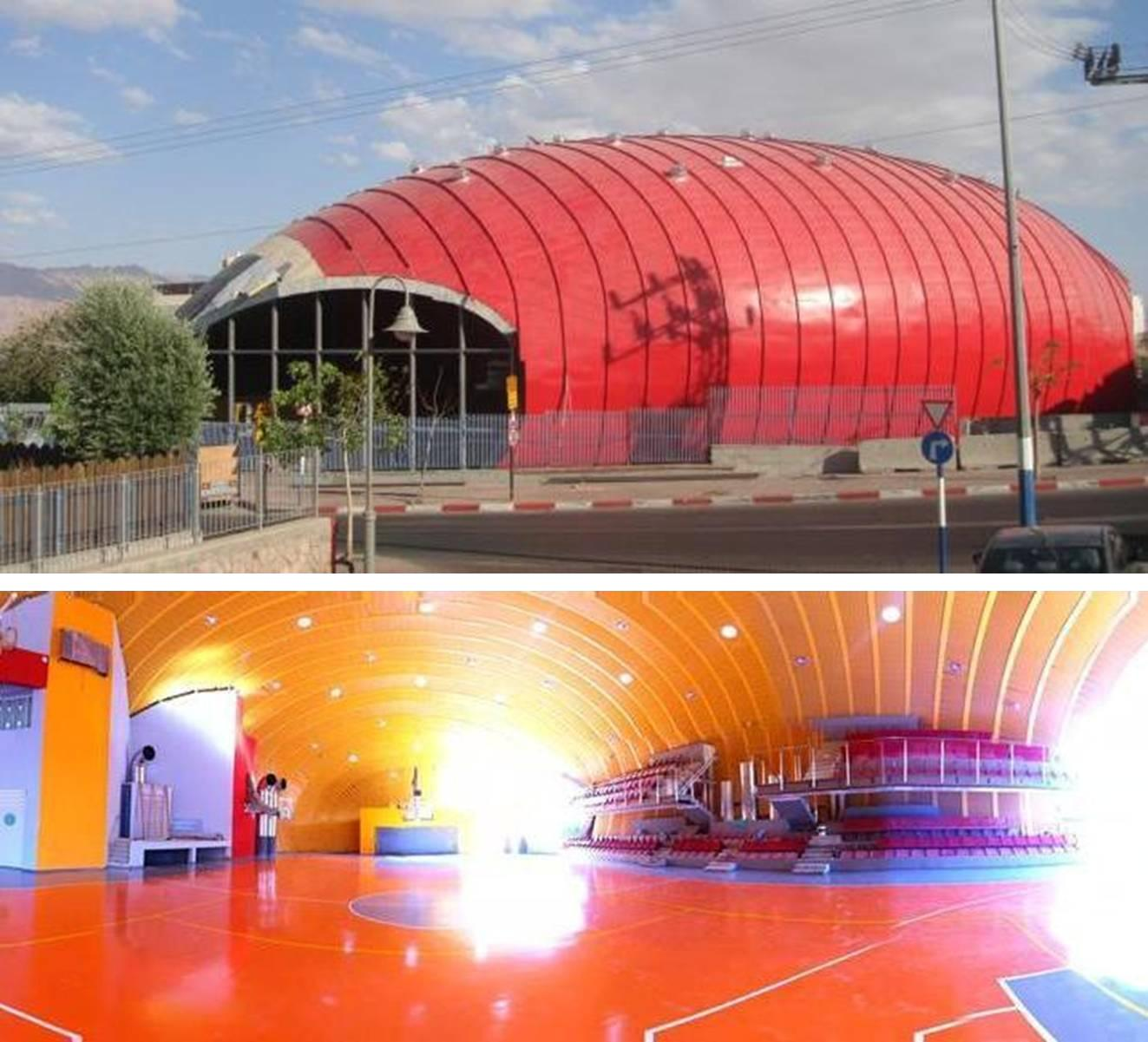
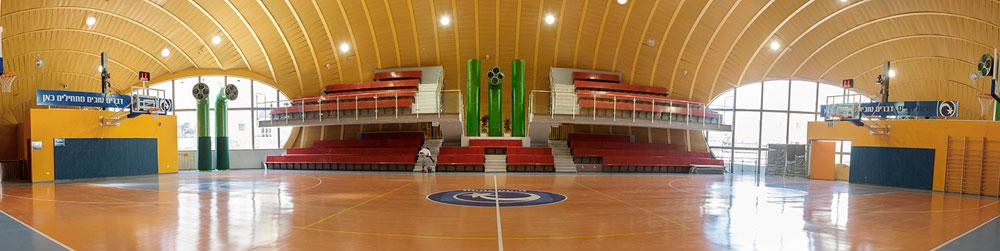
Photo de Eyal Tagar
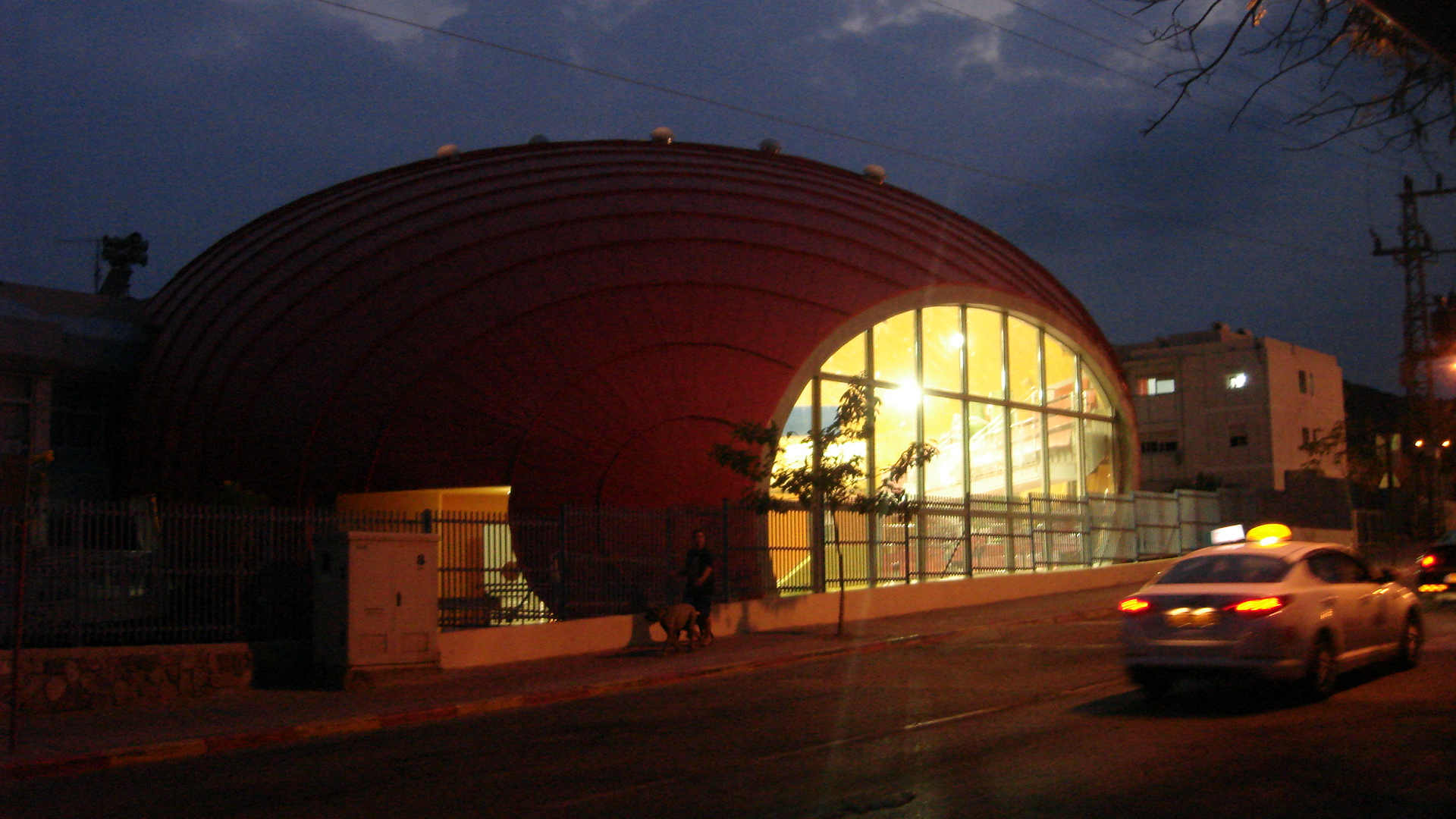
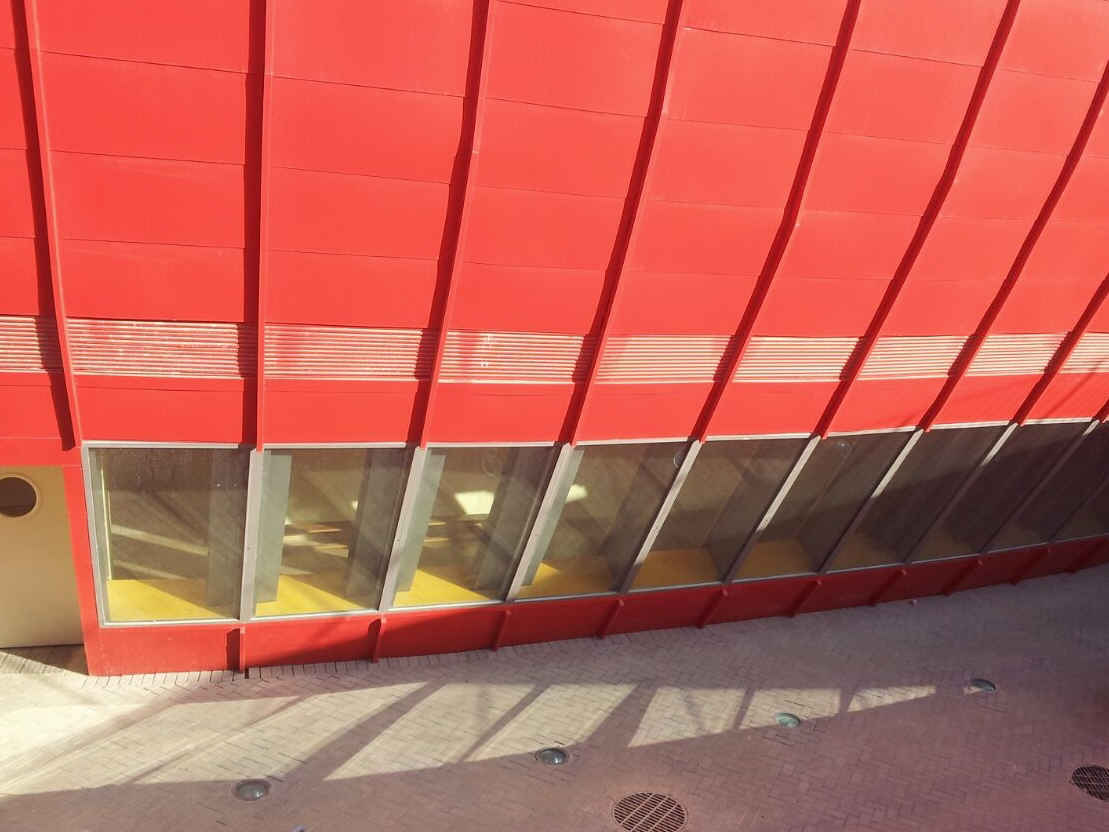
Photo de Roni Bodek